# Université théologique évangélique luthérienne
L'université théologique évangélique luthérienne (hongrois : Evangélikus Hittudományi Egyetem, prononcé [ˈɛvɒŋgeːlikuʃ ˈhittudomaːɲi ˈɛɟɛtɛm]) est l'une des universités de Budapest, fondée en 1557 à Sopron. Elle est l'héritière de l'École latine de Sopron (Soproni Latin Iskola) (1557-1892), devenue par la suite l'École supérieure théologique évangélique luthérienne de Sopron (Soproni Evangélikus Teológiai Főiskola) (1892-1923), intégrée  en 1923 comme la Faculté  de théologie évangélique luthérienne de l'université royale hongroise Élisabeth (Magyar Királyi Erzsébet Egyetem) (1923-1951). En 1951, elle fonctionne en tant qu'Académie théologique évangélique luthérienne (Evangélikus Teológiai Akadémia) (1951-1998). En 1998, elle prend sa forme actuelle.